# Agence d'évaluation de la recherche et de l'enseignement supérieur
L’Agence d’évaluation de la recherche et de l’enseignement supérieur (AÉRES) était une autorité administrative indépendante (AAI) française, chargée de l’évaluation de l’enseignement supérieur et de la recherche publique, créée par la loi de programme pour la recherche de 2006 et supprimée par la loi relative à l'enseignement supérieur et à la recherche de 2013. Le Haut Conseil de l'évaluation de la recherche et de l'enseignement supérieur (Hcéres) lui succède en 2014.

## Histoire
Le Comité national d’évaluation des établissements publics à caractère scientifique, culturel et professionnel (CNÉ) avait été créé par la loi Savary. Il avait pour rôle d’évaluer l’action pédagogique et scientifique des établissements publics à caractère scientifique, culturel et professionnel (ÉPCSCP), et notamment des universités ; le Comité national d’évaluation de la recherche (CNÉR) avait, lui, été créé en 1989. Il devait notamment contrôler l’activité des établissements publics à caractère scientifique et technologique (ÉPST), comme le CNRS.
L’année 2004 est marquée par une mobilisation de la communauté scientifique. Des états généraux sont constitués, ils émettent plusieurs propositions comme la création d’un Comité d’évaluation des opérateurs de recherche (CEOR). Le législateur reprend cette idée lors de la discussion du projet de loi de programme pour la recherche de 2006. L’Agence d'évaluation de la recherche et de l'enseignement supérieur (AERES), issue de la fusion du CNÉ, du CNÉR et de la Mission scientifique, technique et pédagogique (MSTP), doit permettre l’évaluation des activités de recherche conduites par les établissements publics, quel que soit leur statut, et par leurs unités de recherche,.
Cependant l’institution fait l’objet de plusieurs critiques. Après l’alternance de 2012, celles-ci sont relayées dans plusieurs rapports officiels. Ainsi lors des auditions préparatoires aux Assises nationales de l’enseignement supérieur et de la recherche de novembre 2012, si le mérite est reconnu à l’agence d’avoir permis à pratiquement toutes les unités de recherche d’être considérées de manière homogène, en revanche elle a entraîné pour celles qui étaient déjà évaluées auparavant, une disjonction, critiquée par certains, entre évaluation des structures et évaluation des personnes. Par ailleurs, l’introduction d’un système de notation a, selon beaucoup d’auditionnés, des conséquences délétères. Ce hiatus entre la communauté scientifique et l’agence est pour certains aggravé par l’absence d’une représentation élue dans les instances de l’AERES. Cette absence est vécue comme un manque de transparence ou de légitimité. Dans son rapport final au président de la République, Vincent Berger note « qu'un message de fort mécontentement vis-à-vis du dispositif AERES a été lancé tout au long du processus des Assises » et recommande (proposition no 131) de supprimer les notes pour faire place à des avis motivés. Le 20 décembre 2012 Geneviève Fioraso déclare à la Conférence des présidents d'université : « Je souhaite que l'AÉRES soit remplacée par une agence nationale entièrement redéfinie à partir des principes d'indépendance, de simplicité de fonctionnement et de procédures ainsi que de légitimité scientifique et de transparence ».
Dans son rapport de janvier 2013, Jean-Yves Le Déaut note « Autant il est ressorti des Assises un consensus sur la nécessité de l’évaluation et de ses grands principes, autant de graves dissensions sont apparues sur le fonctionnement de l'AERES » et précise que « Ces critiques qui ont même conduit à proposer la suppression de l’Agence (...) proviennent aussi bien d’un rapport de l’Académie des Sciences que d’organisations syndicales et de nombreuses interventions lors des Assises comme celles de monsieur Serge Haroche, prix Nobel de physique ». Il propose qu’une nouvelle instance, l’Autorité de l’évaluation des universités, de la recherche et des établissements (AUTEURE) soit chargée soit directement de l’évaluation, soit de valider les procédures d’évaluation réalisées par d’autres instances.
Au nom près, la loi relative à l'enseignement supérieur et à la recherche de 2013 reprend ces propositions et le Haut Conseil de l’évaluation de la recherche et de l’enseignement supérieur (HCERES) est effectivement créé par un décret signé le 14 novembre 2014.

## Rôles de l’agence
L’agence est chargée d’une mission globale d’évaluation de l’enseignement supérieur et de la recherche, évaluation qui porte à la fois sur les établissements, les unités de recherche et les formations.
L’agence est chargée :
- d’évaluer les établissements et organismes de recherche, les établissements d’enseignement supérieur et de recherche, les établissements et les fondations de coopération scientifique ainsi que l’Agence nationale de la recherche, en tenant compte de l’ensemble de leurs missions et de leurs activités ;
- d’évaluer les activités de recherche conduites par les unités de recherche des établissements et organismes mentionnés ci-dessus ; elle conduit ces évaluations soit directement, soit en s’appuyant sur les établissements et organismes selon des procédures qu’elle a validées ;
- d’évaluer les formations et les diplômes des établissements d’enseignement supérieur ;
- de valider les procédures d'évaluation du personnel des établissements et organismes mentionnés ci-dessus et de donner son avis sur les conditions dans lesquelles elles sont mises en œuvre[11].

Elle s’intéresse aux diplômes de l’enseignement supérieur, pour s’assurer de la qualité des enseignements et de la validation des connaissances, au regard notamment de l’insertion professionnelle des étudiants.
Pour cela, elle s’appuie sur les autres instances existantes, notamment la commission d’évaluation des formations et diplômes de gestion et la commission des titres d'ingénieur.
À l'égard des ÉPCSCP, l’agence intervient en particulier pour évaluer l’impact des contrats quadriennaux passés entre ces établissements et l’État.
L’agence doit par ailleurs établir annuellement un rapport d’activité.

## Organisation
L’Agence d'évaluation de la recherche et de l'enseignement supérieur comprend plusieurs instances :
- le conseil ;
- les sections ;
- les comités d'évaluation.

### Le conseil
Il est composé de 25 membres, français ou étrangers, répartis de la manière suivante :
- neuf personnalités du monde de la recherche, dont trois au moins issus de la recherche privée ;
- sept chercheurs, ingénieurs ou enseignants-chercheurs sur proposition des directeurs ou présidents d'organismes de recherche publics ;
- sept chercheurs, ingénieurs ou enseignants-chercheurs sur proposition des instances d'évaluation compétentes en matière d’enseignement supérieur et de recherche comme le Conseil national des universités et le Comité national de la recherche scientifique ;
- deux membres de l’Office parlementaire d'évaluation des choix scientifiques et technologiques.

Les membres sont nommés par décret pris sur le rapport du ministre chargé de la recherche et du ministre chargé de l'enseignement supérieur pour un mandat de quatre ans, renouvelable une fois.
Le renouvellement des membres se fait par moitié tous les deux ans.

### Les sections
L’agence comprend également trois sections :
- la première pour l’évaluation des établissements (ÉPST et ÉPCSCP) ;
- la deuxième pour l’évaluation des unités et laboratoires de recherche ;
- la troisième pour l’évaluation des formations et des diplômes visés.

Chaque section est dirigée par un directeur nommé pour un mandat de quatre ans renouvelable par le conseil de l’agence sur proposition du président de l’agence.

### Les comités d’évaluation
Les comités d’évaluation sont les instances qui effectuent les démarches auprès des établissements et des unités évaluées. Pour l’évaluation des unités de recherches, chaque comité est composé de six membres au moins, dont le président, nommés parmi des chercheurs extérieurs à l’établissement évalué, auxquels s’adjoint un représentant des instances d'évaluation du personnel de l’établissement ou, dans le cas des unités mixtes de recherche, des différents organismes partenaires, sur proposition de cette instance.
Les membres des comités d’évaluation sont choisis par le directeur de la section sur une liste de personnalités, françaises ou étrangères, établie par le président de l'agence sur proposition des membres du conseil et des directeurs des sections, des chefs des établissements publics d'enseignement supérieur, des établissements publics ayant une mission statutaire de recherche ainsi que des fondations d’utilité publique qui réalisent des travaux de recherche et des présidents des instances d’évaluation des établissements (CNU, instances des ÉPST, autres). Le directeur de la section désigne le président du comité d’évaluation.

## Critères d’évaluation
Les critères d’évaluation des établissements ne sont pas précisés par les textes instaurant l’AÉRES, et sont donc laissés à l’appréciation des comités d’évaluation, à l’exception de la valorisation des recherches, explicitement citée par la loi.
S'appuyant partiellement sur le modèle de l'ERIH (European Reference Index for Humanities), une classification des revues de sciences humaines et sociales mis en place par la Fondation européenne de la science, l'AÉRES a publié une première liste ordonnée (A, B, C) de 6305 revues en juillet 2008. De même que l'ERIH, celle-ci a suscité un certain nombre de critiques de la part de chercheurs d'horizons divers. Ainsi, le médiéviste Olivier Boulnois affirmait qu'on « confond la qualité d’une revue avec sa diffusion, et la qualité d’un article avec la qualité d’une revue ».
Ce classement de l'AÉRES favorisait en particulier les revues généralistes (auxquelles on attribue le rang A) au détriment des revues spécialisées (rang B voire C) - ce qui conduisait à une sous-évaluation de la valeur des articles publiés dans des revues spécialisées, jugés de moindre importance du fait du lieu de leur publication. Par exemple, le classement de la Revue des études slaves, une revue transdisciplinaire et à rayonnement international, mais spécialisée sur l'étude du monde slave, a fait l'objet d'un certain nombre de critiques. En effet, malgré son caractère internationalement reconnu, la revue n'a été classée, dans l'ERIH et par l'AÉRES, que dans la catégorie C, dans la section consacrée aux revues de linguistique.
En matière de sciences politiques, l'European Reference Index for Humanities utilisé par la Fondation européenne de la science n'a pas été utilisé par les « experts » chargés par l'AÉRES de classer les revues de sciences politiques (qui n'étaient pas présentes dans le classement de l'AÉRES de juillet 2008), « pour la raison principale que très peu de revues françaises pourraient être classées selon ces derniers critères [de visibilité internationale] et qu’il serait alors impossible de réaliser une évaluation raisonnable de la production scientifique effective des politistes français. »
En économie et gestion, l'AÉRES a repris à son compte le classement établi auparavant par la section 37 du Comité national de la recherche scientifique. De même, en psychologie, le classement est issu de la compilation de différentes listes préexistantes. Ces reprises ont soulevé de très fortes critiques de la part de branches minoritaires des disciplines considérées. Les différents classements possibles utilisés par l'AÉRES apparaissaient ainsi largement à géométrie variable, certaines disciplines n'ayant même aucune liste. Cette diversité reflète des traditions disciplinaires hétérogènes à l'intérieur même des SHS quant à l'évaluation des publications.
L'Agence a réagi à ces critiques en produisant des listes disciplinaires non ordonnées entre 2009 et 2011, suivant un principe d'harmonisation sur la base d'un "périmètre de scientificité", ce qui a profondément modifié la composition de certaines listes et les critères de justification d'inclusion des revues. Le choix du périmètre a servi de point d'appui aux minorités en économie et psychologie, disciplines qui ont connu un agrandissement notable de leurs listes ; il a symétriquement entraîné l'apparition de nouvelles listes dans des disciplines auparavant hostiles au principe du classement (Arts) ou considérant qu'il s'agissait d'une opération trop complexe (Droit).

## Composition de l'AÉRES

### Le président
| Identité               | Période         | Période          |
| Identité               | Début           | Fin              |
| ---------------------- | --------------- | ---------------- |
| Jean-Marc Monteil (d)  | 21 mars 2007    | 11 juillet 2007  |
| Jean-François Dhainaut | 11 juillet 2007 | 13 mai 2011      |
| Didier Houssin (d)     | 13 mai 2011     | 14 novembre 2014 |

### Le conseil

#### Premier conseil de l'AÉRES (2007-2011)
Les membres du conseil de l'AÉRES entre 2007 et 2011 sont listés ci-dessous :
- Personnalités qualifiées :
  - Édouard Bard, professeur au Collège de France
  - Bénédicte Fauvarque-Cosson, professeure des universités à l’université de Paris II - Panthéon-Assas
  - Ghislaine Filliatreau, directrice de l’Observatoire des sciences et des techniques ;
  - René-Paul Martin, directeur de RPDM Conseil ;
  - Christiane Schwartz, conseillère spéciale du directeur exécutif du groupe France Télécom ;
  - Cécile Tharaud, présidente du directoire d’INSERM Transfert ;
  - Philippe Thibault, professeur des universités, chirurgien des hôpitaux à l’université Paris VI - Pierre-et-Marie-Curie - hôpital Tenon ;
  - Simon Thorpe, directeur de recherche au CNRS.
- Membres sur proposition des directeurs ou présidents des établissements publics d’enseignement supérieur et de recherche :
  - Josep Bricall, professeur à l’université de Barcelone, Espagne ;
  - Sébastien Candel, professeur à l’École centrale Paris ;
  - Jean-Frédéric Clerc, directeur-adjoint à la direction de la recherche technologique au CEA ;
  - Marie-Luce Demonet, professeure des universités à l’université François-Rabelais de Tours ;
  - Nicole El Karoui-Schvartz, professeure à l’École polytechnique ;
  - Alexander Kuhn, professeur des universités à l’École nationale supérieure de chimie et de physique de Bordeaux ;
  - Patrick Netter, professeur des universités, praticien hospitalier à l’université Nancy I - Henri Poincaré.
- Membres sur proposition des instances d’évaluation compétentes en matière d’enseignement supérieur et de recherche :
  - Christophe Blondel, directeur de recherche au CNRS ;
  - Christiane Branlant, directrice de recherche au CNRS ;
  - Marie-Christine Maurel, professeur des universités à l’université de Paris VI - Pierre et Marie-Curie ;
  - Denis Menjot, professeur des universités à l’université de Lyon II - Louis Lumière ;
  - Cordelia Schmid, directrice de recherche à l’INRIA ;
  - Géraldine Schmidt, professeur des universités à l’université de Paris I - Panthéon-Sorbonne ;
  - Elisabeth de Turckheim, directrice de recherche à l’INRA.
- Parlementaires membres de l’OPECST :
  - Christian Gaudin, sénateur de Maine-et-Loire (UDF, ex-membre du MoDem) ;
  - Pierre Lasbordes, député de l’Essonne (UMP).

#### Deuxième conseil de l'AÉRES (2011-2013)
Dès la première réunion du conseil, le 21 mars 2007, avaient été tirés au sort ceux de ses membres dont le mandat, exceptionnellement, devait être porté de quatre à six ans de façon à permettre ensuite le renouvellement du conseil par moitié tous les deux ans. Ces membres du 1er conseil appelés à siéger jusqu'en 2013 furent Mmes et MM. Ghislaine Filliatreau, Nicole El Karoui-Schvartz, Edouard Bard, René-Paul Martin, Marie-Christine Maurel, Josep Bricall, Alexander Kuhn, Simon Thorpe, Denis Menjot, Sébastien Candel, Cécile Tharaud et Géraldine Schmidt.
Au printemps 2011, les autres membres du 1er conseil ayant terminé leur mandat, le conseil connut son premier renouvellement par moitié. Les nouveaux membres furent:
- Au titre des personnalités qualifiées :
  - Maria Allegrini, professeure à l'université de Pise.
  - Antoine Compagnon, professeur au Collège de France.
  - Didier Houssin, professeur des universités-praticien hospitalier, université Paris-V.
  - Francis Kramarz, directeur du CREST.
- Au titre des chercheurs, ingénieurs ou enseignants-chercheurs proposés par les directeurs ou présidents des établissements : publics d'enseignement supérieur et de recherche et des organismes de recherche 
  - Monique Capron, professeure des universités, université Lille-II.
  - Florence Legros, professeure des universités, université Paris-Dauphine.
  - Christine Musselin, directrice du CSO, Sciences po.
  - Bernard Teyssié, professeur des universités, université Paris-II, en remplacement de M. Josep M. Bricall, démissionnaire, et pour la durée restant à courir du mandat de son prédécesseur.
- Au titre des chercheurs, ingénieurs ou enseignants-chercheurs proposés par les instances d'évaluation compétentes en matière d'enseignement supérieur et de recherche :
  - Jean-Daniel Boissonnat, directeur de recherche à l'INRIA, direction de l'équipe de géométrie algorithmique à Sophia Antipolis.
  - Marianne Lefort, directrice de recherche à l'INRA, directeur scientifique d'AgroParisTech.
  - Sylvie Rousset, directrice de recherche au CNRS, Laboratoire Matériaux et Phénomènes quantiques.
  - Claudine Schmidt-Lainé, directrice de recherche au CNRS, déléguée régionale du CNRS pour la circonscription Rhône-Auvergne.

Le Syndicat national des chercheurs scientifiques introduisit le 4 avril 2012 devant le Conseil d'État une requête en annulation de la nomination de trois des membres du dernier groupe, au motif que, d'après les pièces même fournies par le MESR, leur nomination n'avait pas été proposée par des instances d'évaluation compétentes en matière d'enseignement supérieur et de recherche. Cette requête fit l'objet, le 9 octobre 2012, d'une ordonnance de rejet du président de la 4e sous-section du contentieux, comme ayant été introduite hors délai.
Au mois de février 2012, deux des membres du 1er conseil dont le mandat avait été prolongé ayant démissionné, furent nommés pour les remplacer
- au titre des personnalités qualifiées :
  - Geoffrey Crossick, professeur d'histoire, vice-chancelier de l'université de Londres, en remplacement d'Edouard Bard ;
- au titre des chercheurs, ingénieurs ou enseignants-chercheurs proposés par les instances d'évaluation compétentes en matière d'enseignement supérieur et de recherche :
  - Pierre Gilliot, directeur de recherche au CNRS, Institut de physique et chimie des matériaux de Strasbourg, en remplacement de Géraldine Schmidt.

Un deuxième renouvellement par moitié aurait dû avoir lieu au printemps 2013. Cependant, la Loi relative à l'enseignement supérieur et à la recherche était déjà en discussion au Parlement, ce qui rendait clair que l'AÉRES allait être supprimée à brève échéance. Le renouvellement des membres du conseil n'eut donc pas lieu. Dans l'attente de la publication du décret d'installation du Haut conseil de l'évaluation de la recherche et de l'enseignement supérieur, l'AERES continue en pratique d'exister en 2014 avec un conseil réduit de moitié, à l'exception de la représentation parlementaire, qui est complète, la nomination de MM. Michel Berson et Patrick Hetzel ayant fait l'objet d'un décret particulier en 2012.
Le Haut Conseil de l’évaluation de la recherche et de l’enseignement supérieur (HCERES) est effectivement créé par un décret signé le 14 novembre 2014.

### Textes officiels
- Code de la recherche, Article L114-3-1 et suivants, dans leurs versions en vigueur entre le 19 avril 2006 et le 24 juillet 2013
- Décret no 2006-1334 du 3 novembre 2006 relatif à l’organisation et au fonctionnement de l’Agence d’évaluation de la recherche et de l'enseignement supérieur (abrogé le 17 novembre 2014)